# Phelsuma sundbergi
Phelsuma sundbergi is een hagedis die behoort tot de gekko's. Het is een van de soorten madagaskardaggekko's uit het geslacht Phelsuma.

## Naam en indeling
De wetenschappelijke naam van de soort werd voor het eerst voorgesteld door Hialmar Rendahl in 1939. Later werd de wetenschappelijke naam Phelsuma cousinense gebruikt. De soortaanduiding sundbergi is een eerbetoon aan de Zweedse vissenexpert Henrik Sundberg.

### Ondersoorten
De soort wordt verdeeld in drie ondersoorten die onderstaand zijn weergegeven, met de auteur en het verspreidingsgebied.
| Naam                           | Auteur              | Verspreidingsgebied      |
| ------------------------------ | ------------------- | ------------------------ |
| Phelsuma sundbergi ladiguensis | Böhme & Meier, 1981 | Seychellen (La Digue)    |
| Phelsuma sundbergi longinsulae | Rendahl, 1939       | Seychellen (Long Island) |
| Phelsuma sundbergi sundbergi   | Rendahl, 1939       | De rest van het areaal   |

## Uiterlijke kenmerken
Phelsuma sundbergi bereikt een kopromplengte tot 9,3 centimeter en een totale lichaamslengte inclusief staart tot 22 cm. De hagedis heeft een groene kleur en heeft een vage tekening zonder strepen. Het aantal schubbenrijen op het midden van het lichaam bedraagt 87 tot 99.

## Verspreiding en habitat

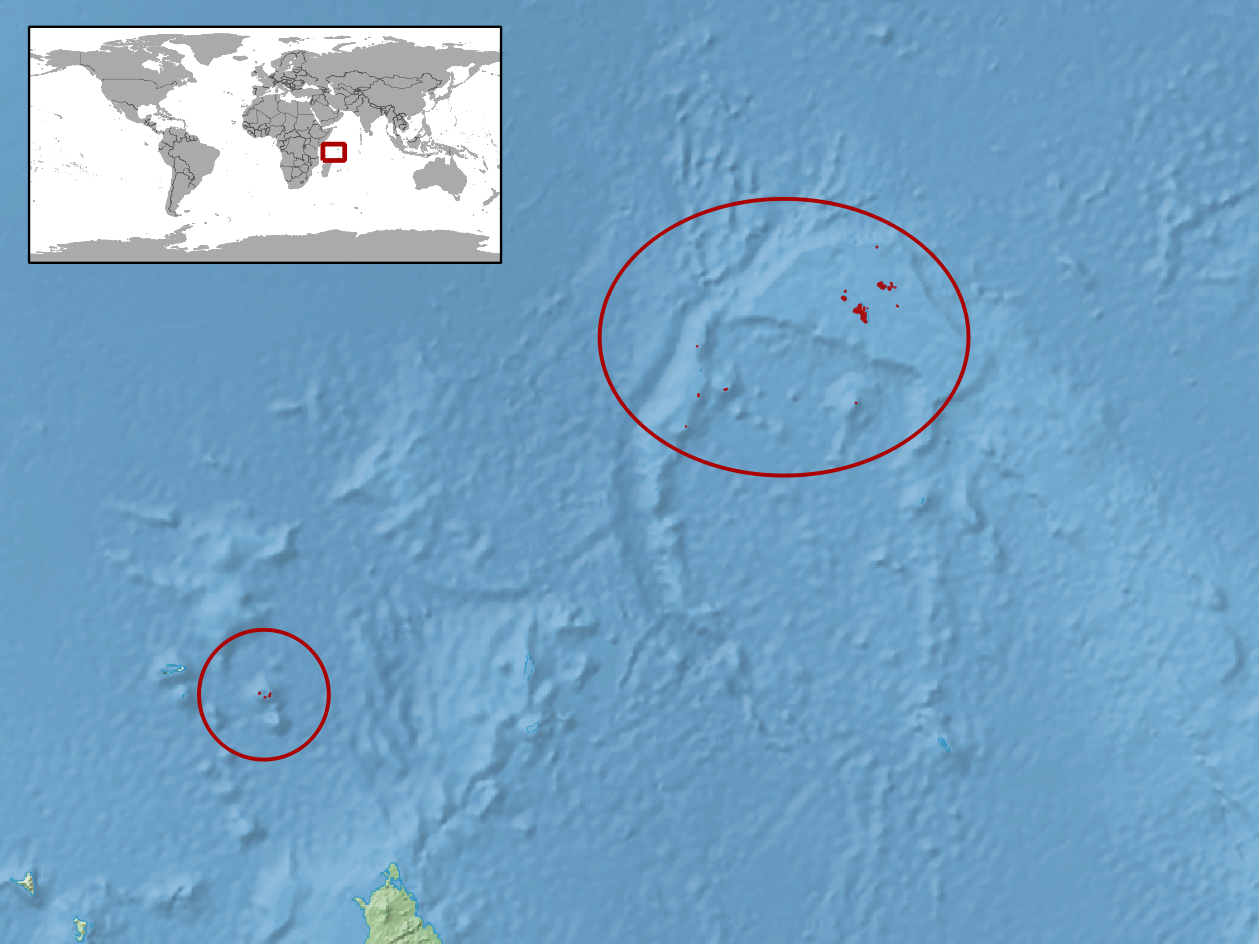
Verspreidingsgebied in het rood.

Phelsuma sundbergi komt voor in delen van Afrika en leeft endemisch in delen van de eilandengroep Seychellen. De soort leeft op de eilanden Curieuse, Desroches, La Digue, Long Island en Praslin. De habitat bestaat uit vochtige tropische en subtropische bossen, zowel in laaglanden als in bergstreken, en droge tropische en subtropische bossen. Ook in door de mens aangepaste streken zoals plantages, landelijke tuinen en stedelijke gebieden kan de hagedis worden gevonden.

## Beschermingsstatus
Door de internationale natuurbeschermingsorganisatie IUCN is de beschermingsstatus 'veilig' toegewezen (Least Concern of LC).